# 244 Sita
Sita (asteroide 244) é um asteroide da cintura principal com um diâmetro de 10,95 quilómetros, a 1,8755824 UA. Possui uma excentricidade de 0,13747 e um período orbital de 1 171,21 dias (3,21 anos).
Sita tem uma velocidade orbital média de 20,19815804 km/s e uma inclinação de 2,84359º.
Este asteroide foi descoberto em 14 de Outubro de 1884 por Johann Palisa.
Este asteroide recebeu este nome em homenagem à personagem Sita da mitologia hindu.